# Ben Jeapes
Ben Jeapes, född 14 februari 1965 i Belfast, 
är en brittisk författare av science fiction-böcker.
Jeapes far var militär varför familjen under Bens barndom ofta flyttade runt i Storbritannien, främst i Cornwall och Dorset, men även en period till Bangladesh.
Under pseudonymen Sebastian Rook har han skrivit trilogin Vampyrguden. Böckerna handlar om Emily, Ben och Jack som på 1800-talet tvingas kämpa mot vampyrer.

### Science fictionromaner under eget namn
- His Majestys Starship (I USA utgiven som The Ark, och där några sidor längre.)[2]
- Time's Chariot
- The Xenocide Mission
- The New World Order

### Romaner som Sebastian Rook
Idén och stommen till trilogin Vampyrguden (Vampire Plagues) kommer från någon annan, berättelsen har Ben Jeapes skrivit. Därför är serien utgiven under pseudonymen Sebastian Rook.
- Vampyrguden: London utgiven 2004 av Richter i översättning av Katarina Falk (The Vampire Plagues: London)[5]
- Vampyrguden: Paris utgiven 2005 av Richter i översättning av Katarina Falk (The Vampire Plagues: Paris)[6]
- Vampyrguden: Mexiko utgiven 2005 av Damm Förlag i översättning av Maria Holst (The Vampire Plagues: Mexico)[7]